# Cadillac-sur-Garonne
Cadillac-sur-Garonne es una población y comuna francesa, situada en la región de Aquitania, departamento de Gironda, en el distrito de Burdeos y cantón de Cadillac.

## Geografía
Bastión situado sobre el Garona dentro del viñedo de Cadillac que produce un vino blanco licoroso. Tiene una denominación de origen propia, la AOC Cadillac, dentro del viñedo de Burdeos. Por otra parte, Cadillac se sitúa en la zona AOC de Premières Côtes de Bordeaux para el vino tinto afrutado. Existe, finalmente, una producción reducida de vino blanco seco. Entre los productores típicos de esta región, se encuentra el Château du Juge bajo la dirección de Pierre Dupleich. Se llega por la autopista A62, salida 02 Podensac. Debe señalarse igualmente la presencia de un hospital psiquiátrico con una «Unidad para enfermos difíciles». 

## Historia
Cadillac formaba parte del condado de Bénauges. 
La comuna se denominó Cadillac hasta el 31 de diciembre de 2022.

## Demografía
| 3204 | 3748 | 3340 | 2961 | 2582 | 2365 | 2343 |
| Para los censos de 1962 a 1999 la población legal corresponde a la población sin duplicidades (Fuente: INSEE [Consultar]) |      |      |      |      |      |      |

## Lugares y monumentos
- El castillo de Cadillac de estilo clásico se alza sobre las antiguas murallas de la villa. Fue construido por el duque de Épernon, bajo el reinado de Enrique IV.